# Frustration
Frustration è il secondo singolo del gruppo musicale inglese Purple Hearts, pubblicato nel 1979 dalla Fiction Records.
Come Lato B venne scelta Extraordinary Sensations.

## Tracce
Lato A:
1. Frustration

Lato B:
1. Extraordinary Sensations

## Musicisti
- Bob Manton - Cantante
- Simon Stebbing - Chitarrista
- Jeff Shadbolt - Bassista
- Gary Sparks - Batterista